# مرحله مقدماتی جام ملت‌های اروپا ۲۰۰۸
مرحله مقدماتی جام ملت‌های اروپا ۲۰۰۸ با شرکت تیم‌های ملی فوتبال عضو یوفا برای انتخاب ۱۴ تیم برتر این قاره برگزار شده‌است که به همراه سوییس و اتریش میزبانان رقابت‌ها بهجام ملت‌های اروپا ۲۰۰۸ راه پیدا کنند.